# Осада Антверпена (1584—1585)
Осада Антверпена (нид. Beleg van Antwerpen) — осада испанскими войсками под командованием Алессандро Фарнезе Антверпена, проходившая с июля 1584 по август 1585 года в ходе Нидерландской революции.
4 ноября 1576 года не получившие жалования испанские солдаты устроили в Антверпене резню. Тысячи горожан были убиты, сотни домов сожжены. В результате Антверпен стал ещё более активным участником восстания против испанского господства. В 1579 году он вступил в Утрехтскую унию и стал столицей голландского восстания.

## Предыстория
Закончив сражения с турками в Средиземном море, Филипп II Испанский снова обратил своё внимание на восстание в Нидерландах и в 1579 году послал Алессандро Фарнезе, герцога Пармы, во главе армии во Фландрию, чтобы вернуть контроль над Фландрией, Брабантом и Соединенными Провинциями. К началу осады Антверпена (1585) большая часть графства Фландрия и герцогства Брабант уже были под контролем испанцев. Армия Фландрии была усилена по сравнению с предшествующим периодом и насчитывала 61 000 солдат.

## Начало осады

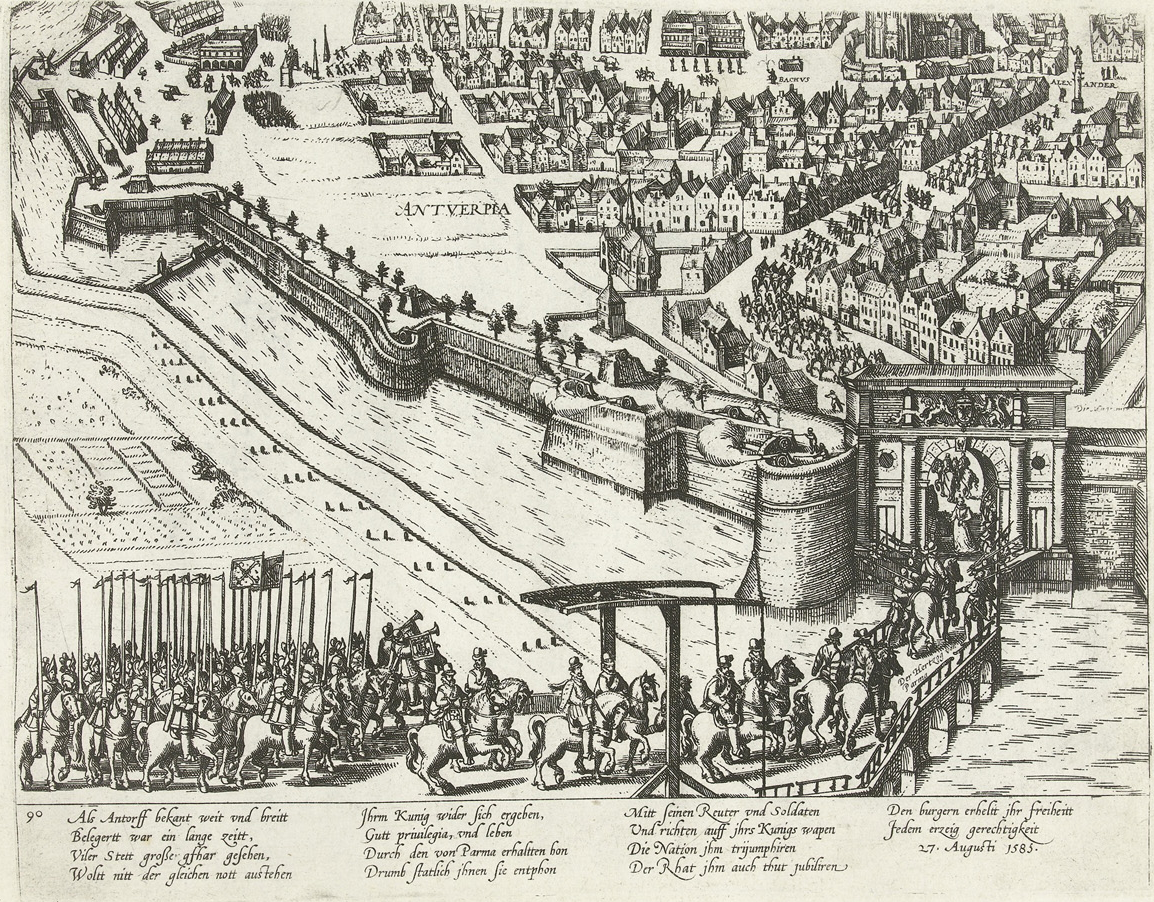
Вход испанцев в Антверпен

Во время повторного захвата Фландрии и Брабанта Фарнезе улучшил материально-техническое обеспечение испанской армии, используя и модернизируя так называемую «Испанскую дорогу». Это была главная дорога, ведущая на север от владений Габсбургов в Северной Италии в страны Бенилюкса, защищенная фортами. Благодаря ей армия Фарнезе к началу осады Антверпена хорошо снабжалась.
На первом этапе осады испанцы возвели линию осадных сооружений и фортов вдоль устья Шельды. Второй этап включал в себя строительство моста через Шельду и блокаду водных путей. Построенный мост представлял собой шедевр инженерной техники: имея в длину около 730 метров, он был укреплён пушками с обоих берегов.
В ответ на перекрытие Шельды мостом голландцы затопили прилегающие к реке низины, затопив большинство дорог, из-за чего испанские форты стали маленькими островками среди воды. Голландцы использовали маломерные и плоскодонные суда для снабжения города. Также они пытались поджечь мост, направляя в него подожжённые лодки-брандеры (т. н. «антверпенский огонь»), но охранявшие мост войска отталкивали эти лодки, неся при этом потери от взрывавшихся бочек с порохом. При этом погибло около 800 испанцев.
Защитники снарядили «Fin de la guerre» («фр. Конец войны») — огромную плавучую платформу, с помощью которой они рассчитывали уничтожить мост, но эта миссия с треском провалилась. В конце концов, голландцы отказались от дальнейших усилий, посчитав спасение Антверпена безнадёжным делом.

## Капитуляция
17 августа 1585 года Антверпен сдался. Фарнезе разместил в городе опытных кастильских солдат, чтобы не волноваться, что город перейдёт в руки врага. Умеренность требований Фарнезе и миролюбивое поведение его войск стали для горожан полной неожиданностью, учитывая кровожадность осады 1576 года. Герцог издал строгий приказ не грабить город, и на этот раз испанские войска вели себя безупречно. Более того, испанские власти дали протестантскому населению Антверпена четыре года на то, чтобы уладить свои дела перед отъездом. 
Большинство протестантского населения Антверпена покинули город и переселились на север, лишь некоторые из протестантов вернулись в католицизм. Город практически обезлюдел, и период его расцвета подошёл к концу. С другой стороны, квалифицированные ремесленники Антверпена, уйдя на север, заложили основу для последующего голландского «золотого века» в северных провинциях. В течение следующих двух столетий Антверпен возрождался, чтобы стать экономическим центром будущей Бельгии.